# Place du Trocadéro-et-du-11-Novembre
Pour les articles homonymes, voir Trocadéro.
La place du Trocadéro-et-du-11-Novembre est une place du 16e arrondissement de Paris.

## Situation et accès

Plan.

Elle se situe au carrefour de l’avenue du Président-Wilson, l'avenue Kléber, l'avenue Raymond-Poincaré, l'avenue d'Eylau, l'avenue Georges-Mandel et l'avenue Paul-Doumer.
Elle s’ouvre sur le parvis des droits de l'homme et le palais de Chaillot, qui accueille dans son aile ouest (Passy) le musée de l'Homme et celui de la Marine et dans son aile est la Cité de l'architecture et du patrimoine et le musée des Monuments français.
Située sur les hauteurs de Chaillot, son diamètre est de 164 mètres. Elle est plantée d'arbres et ornée en son centre d'une statue équestre du maréchal Foch, entourée d'une pelouse difficilement accessible aux piétons. Au sud-est, la place s'ouvre sur le palais de Chaillot et son parvis dominant la Seine et offrant une vue dégagée sur la tour Eiffel.

La place et la statue en 2025.
Détail de la statue.

L'angle des avenues Georges-Mandel et Paul-Doumer, au sud-ouest de la place, est occupé par le cimetière de Passy, en surplomb. Contre le mur d'enceinte est installé un monument à la gloire de l'armée française, œuvre de Paul Landowski.
La place est l'un des premiers endroits touristiques de la capitale. Avec divers kiosques à journaux, elle compte surtout des cafés et brasseries, d’est en ouest : le Café du Trocadéro, Le Malakoff, la Pâtisserie Carette, le Café Kléber et Le Coq. Le soir du Nouvel An, la place est un lieu de rassemblement pour les Parisiens et les touristes.
Elle est desservie par les lignes 6 et 9 à la station de métro Trocadéro.

## Origine du nom
Créée en 1869 sous le nom de « Place du Roi-de-Rome », elle fut rebaptisée en 1877 en souvenir de la bataille du Trocadéro qui s'est déroulée le 31 août 1823, pendant laquelle un corps expéditionnaire français enleva aux mains des révolutionnaires libéraux espagnols le fort Louis, qui défendait le port de Cadix en Espagne, et rétablit l'autorité du roi Ferdinand VII.
Le 11-Novembre correspond à l'armistice du 11 novembre 1918, qui marque la fin des combats de la Première Guerre mondiale.
Dans le langage courant, elle reste cependant appelée « place du Trocadéro » ou est abrégée en « Troca ».

## Historique
La place est située sur la partie haute de l'ancien domaine du couvent des Visitandines de Chaillot, antérieurement parc et château de Chaillot. Ses terrains sont vendus comme biens nationaux dans les années 1790 puis acquis par l'État impérial en 1811-1813 pour le projet du palais du Roi de Rome, qui ne verra jamais le jour. La place se trouve aussi près du mur des Fermiers généraux (supprimé en 1860), autour de l'ancienne barrière de Sainte-Marie et du boulevard extérieur à ce mur d'octroi (boulevard de Longchamp). 
En 1826 a lieu une reconstitution de la bataille précédemment citée lors d'une parade militaire devant le roi de France Charles X. Le site sert à figurer cette bataille : la colline de Chaillot représente le fort du Trocadéro et devait être alors conquise à partir du Champ-de-Mars, d'où partirent les troupes françaises. Un fort en carton-pâte est construit sur la colline.
Plusieurs projets sans suite sont proposés pour couronner la colline : en 1824, un obélisque dominant une fontaine, entouré d'un quartier de maisons de style italien, Villa Trocadéro, dessiné par l'architecte Antoine-Marie Peyre ; en 1841, un mausolée sur le tombeau de Napoléon par Antoine Étex et une statue monumentale de Napoléon par Hector Horeau ; en 1848, un palais du peuple ; en 1856, un arc de triomphe dessiné par Gabriel Davioud.

Deux projets abandonnés pour la colline du Trocadéro
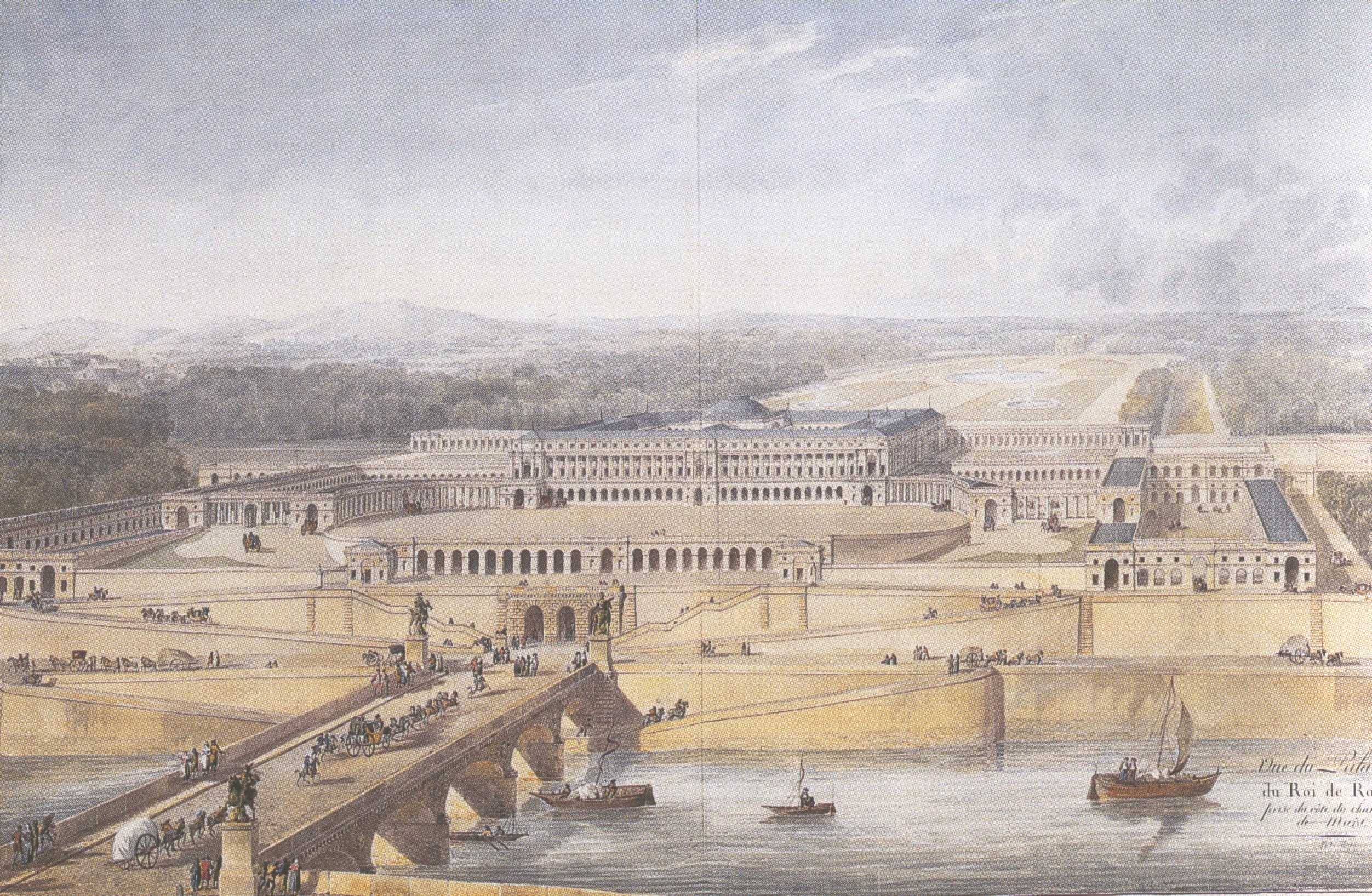
Palais du Roi de Rome.
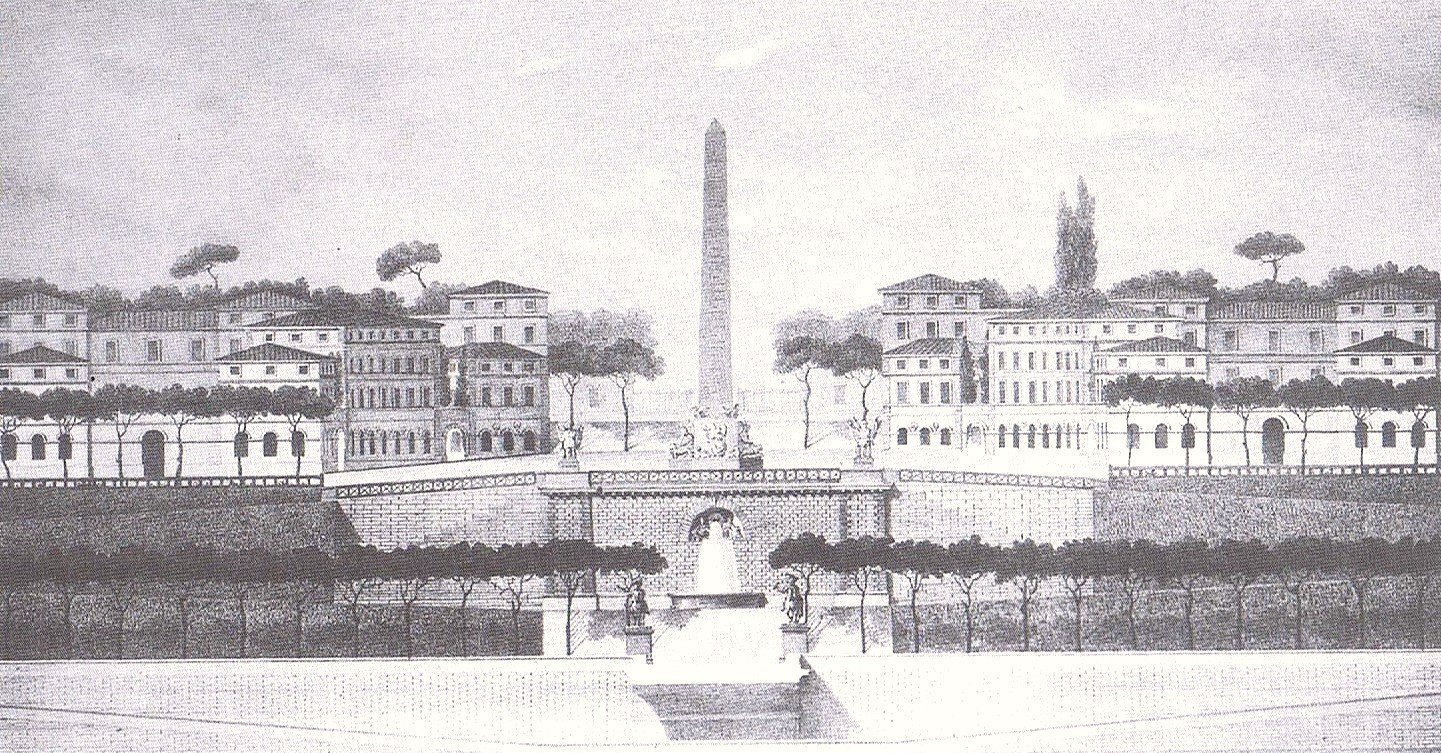
Villa Trocadéro.

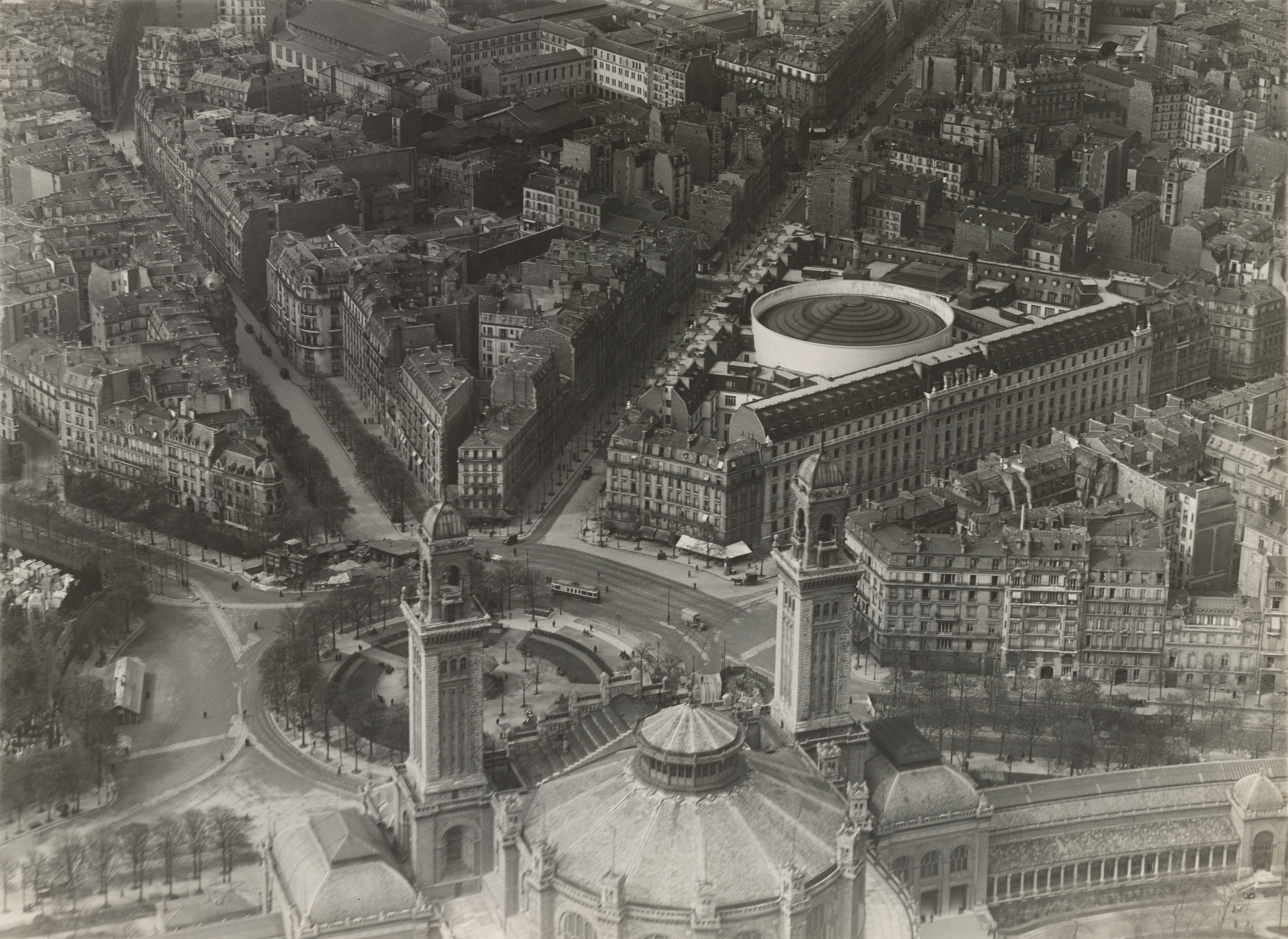
La place à l'époque du palais du Trocadéro.

La « place du Roi-de-Rome », en hommage à Charles Joseph Bonaparte, fils de l’empereur Napoléon Ier, est créée en 1869 sous le Second Empire comme grande place ronde au centre d'avenues rayonnant en étoile. Pour cet aménagement, la colline est arasée de trois mètres puis nivelée et un escalier est construit sur la pente vers le pont d'Iéna pour l'Exposition universelle de 1867.
Elle prend le nom de « place du Trocadéro » en 1877.

Évolution du site de la place et des jardins du Trocadéro
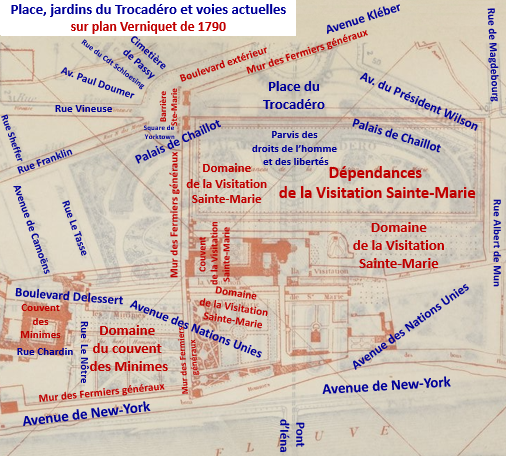
Le Trocadéro sur le plan de Verniquet (1790).
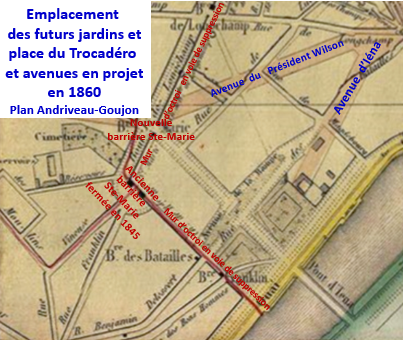
Le Trocadéro en 1860.
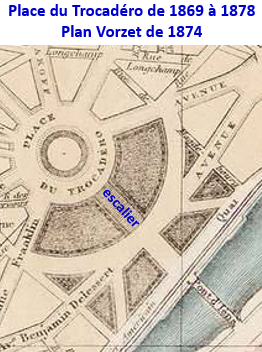
La place du Trocadéro de 1869 à 1878.
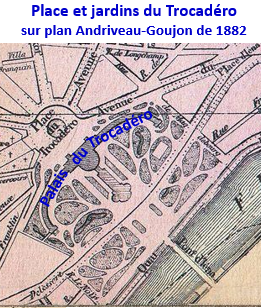
Le Trocadéro en 1882.

Pour l'Exposition universelle de 1878 est construit le palais du Trocadéro, sur l'arrondi sud-est de la place. Celle-ci est alors de forme circulaire, bordée d'arbres, et accueillant un kiosque en son centre. Pour l'Exposition universelle de 1937, l'ancien palais, dont la structure est en partie conservée, est remplacé par le palais de Chaillot. Contrairement à son prédécesseur, le nouveau palais comporte deux ailes séparées, une vaste esplanade donnant sur la tour Eiffel étant aménagée entre celles-ci. Le centre de la place du Trocadéro, désormais semi-circulaire, est quant à lui occupé par la Colonne de la paix, réalisée par Léon Bazin et Albert Laprade (aujourd'hui disparue).
Au début du XXe siècle, sur le terrain compris entre les avenues Raymond-Poincaré et Kléber et, derrière, la rue de Longchamp, est installé un dépôt de la Compagnie générale des omnibus ; des cafés et immeubles d’habitations l'ont depuis remplacé.

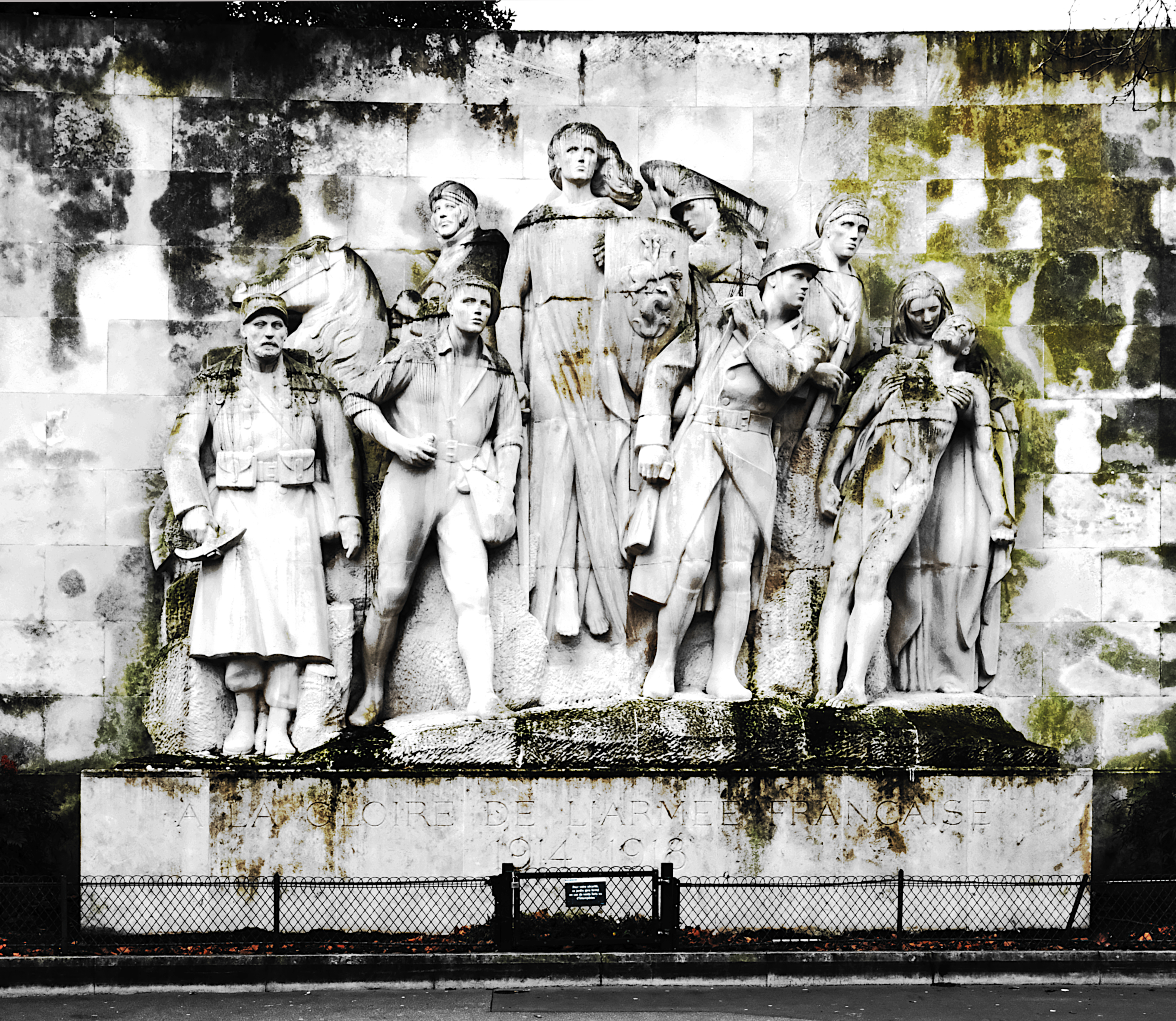
Monument Gloire à l'armée française 1914-1918 de Paul Landowski.

Directeur du musée de l'Homme, Paul Rivet raconte l'occupation de Paris lors de la Seconde Guerre mondiale, ayant observé l'armée allemande défiler sur la place du Trocadéro depuis les fenêtres de son bureau : « Soldats de plomb [...] dans une solitude quasi complète ».
En 1951 est inaugurée au centre de la place, en lieu de la colonne, une statue du maréchal Foch. Réalisée par Robert Wlérick, il s'agit d’une commande antérieure à l'exposition de 1937, située en parfaite symétrie avec la statue du maréchal Joffre, qui se trouve depuis 1939 devant l'École militaire, place Joffre. Il est à noter l'absence du képi réglementaire, demande satisfaite des services des beaux-arts.

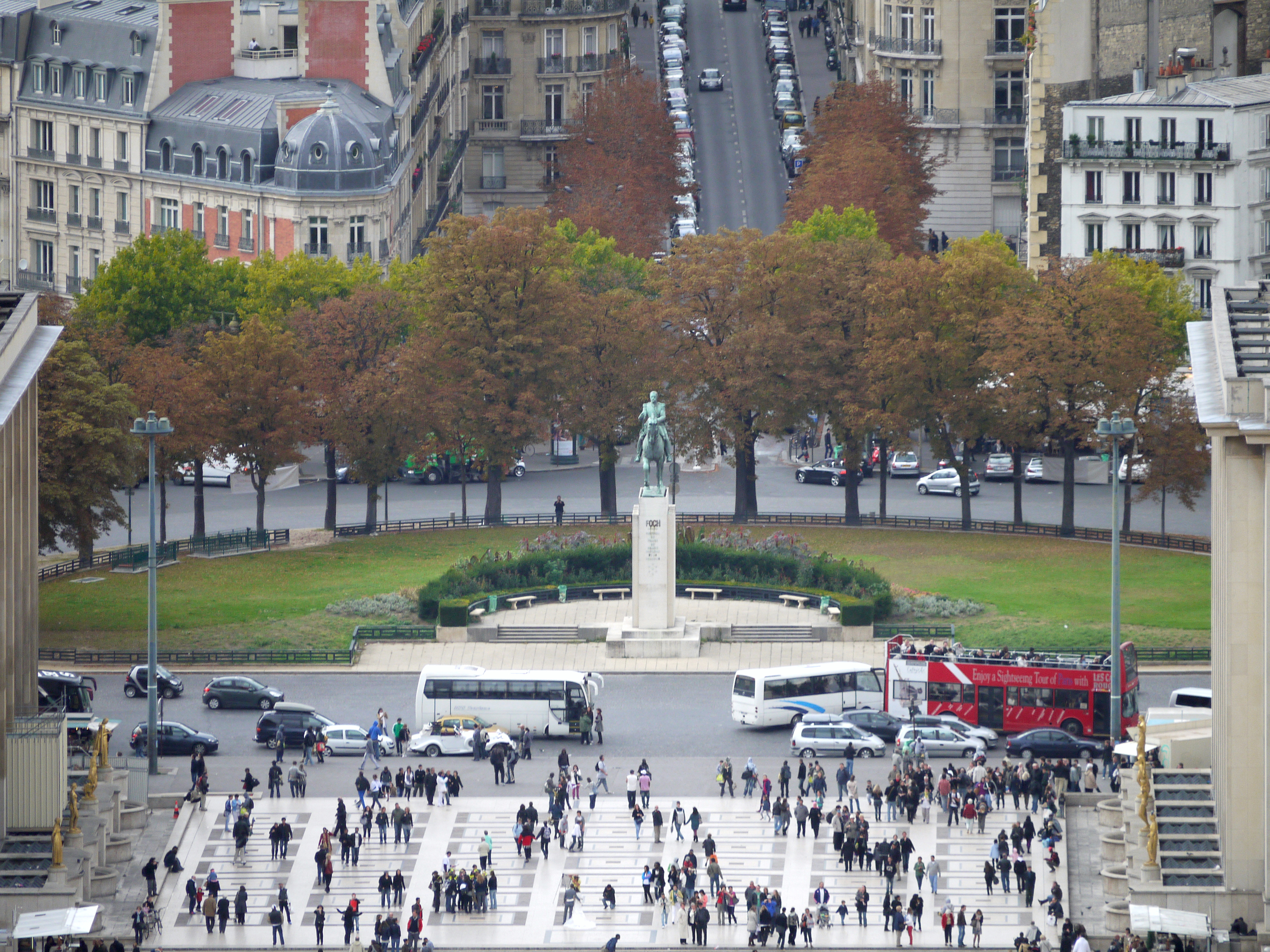
Vue en hauteur de la place du Trocadéro, depuis la tour Eiffel.

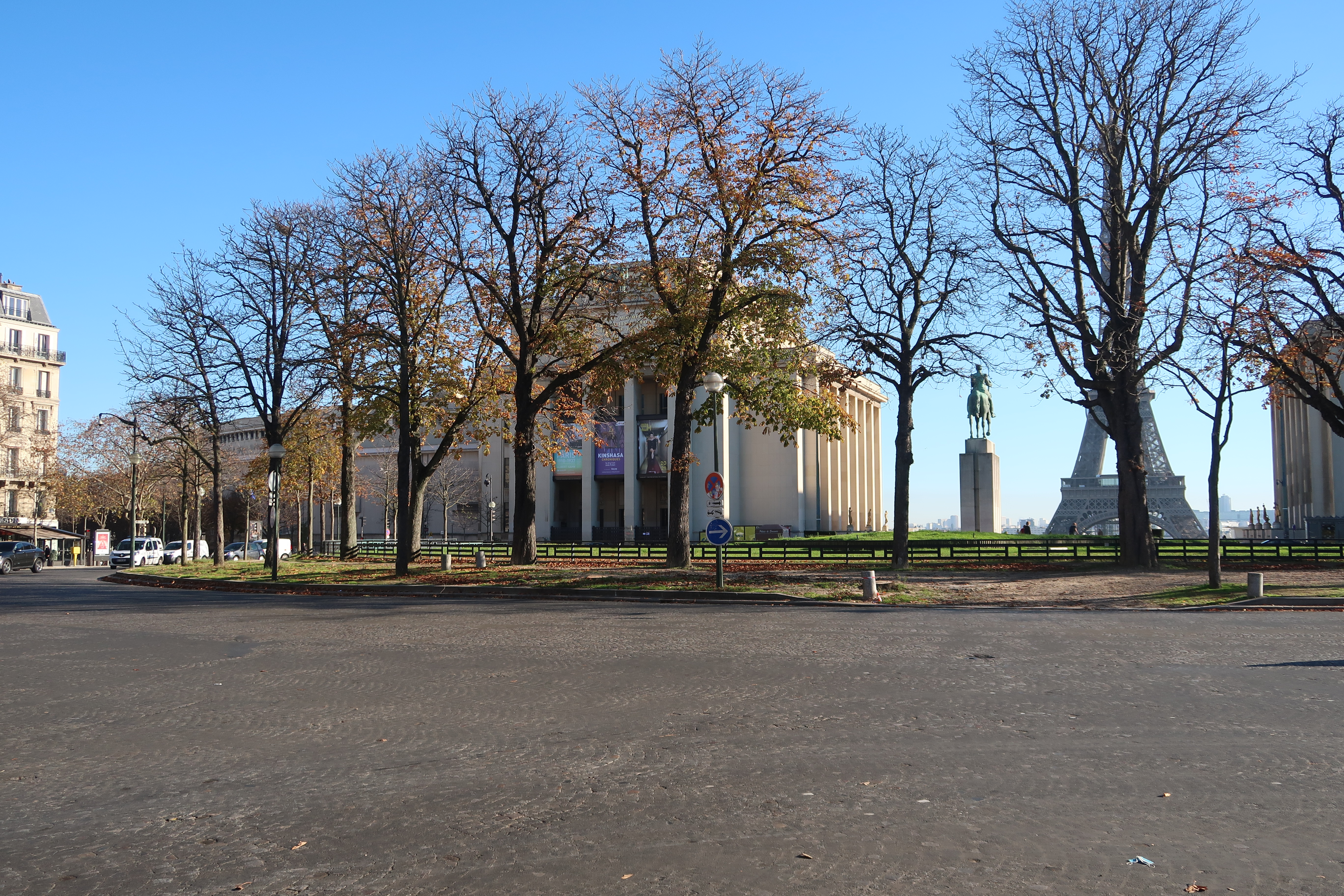
Vue de derrière la place.

En 1956, l’écrivain Maurice Genevoix inaugure le Monument à la gloire de l'armée française, sculpture de Paul Landowski, située le long du cimetière de Passy.
Par un arrêté municipal du 18 octobre 1978, elle prend le nom de « place du Trocadéro-et-du-11-Novembre ».
En vue des Jeux olympiques d'été de 2024, la majorité de la maire PS Anne Hidalgo présente un projet d'« amphithéâtre végétal » pour la place du Trocadéro, dans le cadre d'un réaménagement du quartier allant jusqu'à la tour Eiffel et proposant la piétonnisation du pont d'Iéna et la transformation du croisement avec le quai Jacques-Chirac en promenade plantée. Le tronçon routier entre le centre de la place du Trocadéro et le parvis serait désormais occupé par une pelouse ; la circulation automobile se ferait donc en fer à cheval et non plus en rond-point autour de l'îlot central. Malgré l'opposition des participants à une consultation publique et celle d'élus LR, LREM et LFI, le Conseil de Paris adopte le projet en février 2022. Le maire du 16e arrondissement Francis Szpiner demande pour sa part à la ministre de la Culture Roselyne Bachelot de classer la place monument historique afin de bloquer le projet, arguant du risque de congestion de la circulation automobile et donc de pollution, ainsi que d'insécurité en lien avec les problèmes existant déjà dans les jardins du Trocadéro voisins,,. Le préfet de police de Paris met son met son veto au projet municipal, arguant des « reports de circulation importants » et une difficulté d'accès pour les secours qui pourraient s'ensuivre ; les recours de la ville de Paris sont rejetés par la justice en octobre 2022 et en avril 2023. En février 2024, Anne Hidalgo annonce toutefois vouloir relancer les négociations sur ce projet après les JO. L'aménagement réalisé pendant les JO est encore en place malgré le véto du préfet de Paris. Le 25 septembre 2024, le préfet a écrit à la maire pour lui rappeler la nécessité « de restituer la place dans son ensemble » dans son état antérieur[réf. souhaitée].

## Évènements
Le 21 juin 1933, Gaston Monnerville, alors député de Guyane depuis l'année précédente, prononce place du Trocadéro le discours dit du « Drame juif », qui évoque le massacre des Héréros et pressent la Shoah.
Le 25 juillet 1945, les funérailles nationales de Paul Valéry ont lieu au Trocadéro. L'énorme catafalque du poète, aux couleurs de la France, est installé sur l'esplanade du palais de Chaillot, dont les frontons sont ornés depuis 1937 de citations qui lui ont été commandées et qui sont inscrites en lettres d'or. Les statues de l'esplanade sont voilées de noir. En présence du général de Gaulle, des autorités académiques et des membres de l'Académie française, les honneurs civils et militaires, avec un défilé de différentes troupes, sont rendus à Valéry avant ses funérailles à Sète.
Le 1er mai 2012, un meeting rassemblant une cinquantaine de milliers de personnes est organisé place du Trocadéro : il s'agit de la dernière réunion publique du candidat Nicolas Sarkozy pour l'élection présidentielle, dont le second tour a lieu le dimanche suivant,,.
Le 13 mai 2013, une fête est organisée par le PSG sur la place afin de célébrer la victoire du club de football lors du championnat de France. À cause de plusieurs dizaines de casseurs, la célébration est écourtée et donne lieu à des affrontements avec les forces de l'ordre et à des actes de vandalisme sur les brasseries et les véhicules garés sur la place. Ces violences sont unanimement condamnées par la classe politique mais la droite dénonce une impréparation de la part du ministre de l’Intérieur et du préfet de police ; elles remettent en cause pour l’avenir ce genre de manifestations sportives à Paris,.
Le 5 mars 2017, le candidat LR à l'élection présidentielle François Fillon organise un meeting sur la place,,.
Le 27 mars 2022, la candidat Reconquête ! à l'élection présidentielle Éric Zemmour organise à son tour un meeting sur la place,.
Ces manifestations politiques récurrentes au début du XXIe siècle conduisent la place à devenir un lieu symbolique pour la droite.

## Bâtiments remarquables et lieux de mémoire
- No 4 : Romain Coolus (1868-1952), romancier et auteur dramatique, y a vécu[1].

### Cinéma
- Dans le film Les Yeux sans visage (sorti en 1960) de Georges Franju, c’est dans un café de la place, après un plan le long d'une bouche de métro, que l'une des jeunes filles rencontre Edna Grüberg, un des personnages.
- Dans le film Le cave se rebiffe (sorti en 1961 au cinéma) de Gilles Grangier, le personnage interprété par Jean Gabin, un faux-monnayeur, donne rendez-vous à ses complices Bernard Blier et Franck Villard sur la place, au pied de la statue du Maréchal Foch[24],[18].
- Certaines courtes séquences d'extérieur du film d'aventure L'Homme de Rio (sorti en 1964), réalisé par Philippe de Broca, sont tournées sur la place du Trocadéro, une partie de l'action, au début du scénario, se déroulant au musée de l'Homme.
- Une scène du film de Jean Yanne Les Chinois à Paris (sorti en 1974 au cinéma) a été tournée sur la place du Trocadéro et sur l'esplanade attenante du palais de Chaillot.
- La place et ses abords sont le lieu de tournage des premières séquences du clip de la chanson de Philippe Katerine Patouseul, de l'album Magnum sorti en 2014.